# Brunettia curta
Brunettia curta är en tvåvingeart som beskrevs av Duckhouse 1991. Brunettia curta ingår i släktet Brunettia och familjen fjärilsmyggor. Inga underarter finns listade i Catalogue of Life.